# Leif Stawski
Leif Stawski (* 1968 in Flensburg) ist ein deutscher Schauspieler.

## Leben
Stawski machte zunächst eine Lehre als Gärtner. Er absolvierte dann von 1997 bis 2000 ein Schauspielstudium an der Schule für Schauspiel Hamburg. Zwischen 1998 und 2001 hatte er erste Gastengagements am Schauspielhaus Hamburg und an den Hamburger Kammerspielen. 
Von 2001 bis 2004 war er anschließend festes Ensemblemitglied am Stadttheater Aalen.  Dort spielte er u. a. Roller/Ratzmann in Die Räuber, Acaste in Der Menschenfeind, Beaumarchais in Clavigo und den Chorführer in Sieben gegen Theben von Aischylos (in der Übersetzung von Durs Grünbein).
Von 2004 bis 2007 war er als festes Ensemblemitglied am Landestheater Tübingen engagiert. Seine erste Rolle dort war im September 2005 die Haushälterin in Mamma Medea des belgischen Autors Tom Lanoye nach Apollonios von Rhodos und Euripides. Er trat in Tübingen u. a. in der Titelrolle von Anton Tschechows Der Waldschrat, als Boris in Nackt von Doris Dörrie, als Schreiber Licht in Der zerbrochne Krug, als George in Alle meine Söhne von Arthur Miller und als Münz-Matthias in Brecht/Weills Die Dreigroschenoper auf. Es folgte von 2009 bis 2012 ein Gastengagement am Stadttheater Lübeck, wo er u. a. die Rollen Junkie, Vater und Arzt in Alles über meine Mutter (Regie: Pit Holzwarth) übernahm. 2013 spielte er am Stadttheater Lübeck den Strohmann in dem Weihnachtsmärchen Der Zauberer von Oz (Regie: Thomas Goritzki).
Neben seinen Theaterverpflichtungen arbeitete Stawski gelegentlich auch für Film und Fernsehen. Er wirkte in mehreren Kurzfilmen mit. Er spielte außerdem, meist kleinere Rollen, in mehreren Fernsehserien. Er hatte Episodenrollen u. a. in den Fernsehserien Die Pfefferkörner (2013; als Handwerker Lars Heyen), SOKO Wismar (2014; als „Sternekoch“ Hauke Martens) und Nord bei Nordwest (2014). Im September 2015 war er in der ZDF-Fernsehserie Küstenwache in einer Episodenrolle zu sehen; er spielte den Fischer Jason Hahne.
Stawski lebt in Schleswig-Holstein.

## Filmografie (Auswahl)
- 2009: Kleines Licht (Kurzfilm)
- 2009: Die wilden Herzen von St. Tropez (Kurzfilm; Hochschulfilm)
- 2010: Was bleibt bist Du (Kurzfilm)
- 2011: Goldidee (Kurzfilmen)
- 2013: Die Pfefferkörner (Fernsehserie; Folge: Großwildjagd)
- 2014: SOKO Wismar (Fernsehserie; Folge: Der Gourmetkoch)
- 2014: Nord bei Nordwest – Käpt’n Hook (Fernsehserie)
- 2015: Küstenwache (Fernsehserie; Folge: Sander in der Falle)
- 2019: SOKO Wismar (Fernsehserie; Folge: Ich warte auf dich)
- 2020: Helen Dorn: Kleine Freiheit (Fernsehreihe)